# Britney Jean
Britney Jean је назив осмог студијског албума америчке певачице Бритни Спирс који је 29. новембра 2013. године издала кућа RCA Records. Овај албум представља прву већу музичку активности Спирсове након распада њене дугогодишње издавачке куће Jive Records 2011. године.